# 沙湖站 (宁夏)
沙湖站位于中华人民共和国寧夏回族自治區银川市贺兰县洪广镇（北侧部分站场位于石嘴山市平罗县崇岗镇），是包银高速铁路的一座车站，沙湖站总建筑面积2998.8平方米，為钢筋混凝土结构，候车大厅高度19.3米。該站主要有客运站房、站务用房、客服、机房等。规模为2台4线。該火車站由中国中铁建工集团承建。